# Petr Koukal (badmintonista)
Petr Koukal (* 14. prosince 1985 Hořovice) je český badmintonový hráč. Je devítinásobným mistrem České republiky z let 2007 až 2016. Pouze v roce 2012 prohrál na mistrovství České republiky s Janem Frolichem ve třech setech. V letech 2009–2014 působil v brněnském klubu TJ Sokol Jehnice.
V roce 2020 se stal předsedou Českého badmintonového svazu. Po roce a půl ve funkci, tedy ještě před polovinou svého mandátu, na který byl zvolen, se rozhodl z postu předsedy odstoupit.
Při zahajovacím ceremoniálu XXX. letních olympijských her roku 2012 v Londýně byl vlajkonošem české výpravy.
V roce 2010 se léčil z rakoviny varlat. Založil Nadační fond Petra Koukala a v rámci projektu „STK pro chlapy“ se snaží změnit myšlení a chování mužů. Mottem projektu je „Až se chlapi začnou starat o své zdraví jako o auta, budeme mít vyhráno!“
Jeho manželkou byla biatlonistka Gabriela Soukalová, kterou si vzal 13. května 2016 v nedostavěném klášterním kostele v Panenském Týnci. Manželé však v září roku 2020 požádali o rozvod, v rozhovoru v říjnu 2020 Koukalová sdělila, že jsou již rozvedeni.